# Longford–Roscommon (circonscription du Dáil)
Longford–Roscommon est une circonscription électorale irlandaise de 1992 à 2007. Elle permet d'élire des membres du Dáil Éireann, la chambre basse de l'Oireachtas, le parlement d'Irlande. L'élection se fait suivant un scrutin proportionnel plurinominal avec scrutin à vote unique transférable.

## Députés
Note : Les colonnes de ce tableau sont utilisées uniquement à des fins de présentation et aucune importance ne doit être attachée à l'ordre des colonnes. Pour plus de détails sur l'ordre dans lequel les sièges ont été remportés à chaque élection, voir les résultats détaillés de cette élection.